# Yarmouth (ancienne circonscription fédérale)
Pour les articles homonymes, voir Yarmouth.
Yarmouth fut une circonscription électorale fédérale de Nouvelle-Écosse. La circonscription fut représentée de 1867 à 1917.
C'est l'Acte de l'Amérique du Nord britannique qui créa la circonscription électoral de Yarmouth en 1867. Abolie en 1914, la circonscription fusionna avec celle de Digby pour former celle de Yarmouth et Clare.

## Géographie
En 1867, la circonscription de Yarmouth comprenait:
- Le comté de Yarmouth

## Députés
1. 1867-1868 — Thomas Killam, Anti-confédéré
2. 1869¹-1882 — Frank Killam, Libéral
3. 1882-1887 — Joseph R. Kinney, Libéral
4. 1887-1891 — John Lovitt, Libéral
5. 1891-1902 — Thomas B. Flint, Libéral
6. 1902¹-1917 — Bowman Brown Law, Libéral

- ¹ = Élections partielles